# アリゾナ準州
アリゾナ準州（アリゾナじゅんしゅう、Arizona Territory）は、1863年から1912年まで存在したアメリカ合衆国の領地。1861年からワシントンD.C.で合衆国領地と宣言された1863年までの2年間、アメリカ連合国のアリゾナ準州も存在した。どちらの準州も重なりあうが、その領地の境界は全く同一ではない。2つの準州はいずれも、南北戦争の西部の戦線で重大な役割を演じた。